# Кирунди
Кирунди или рунди је, поред француског, званични језик Бурундија. Говори га око 9 милиона људи. Говори се још и у Танзанији, Уганди и ДР Конгу. Кирунди је матерњи језик народа Хуту.